# Paul Couturier
Paul Couturier (Lió, França, 29 de juliol de 1881 - Lió, 24 de març de 1953) fou un sacerdot catòlic francès, considerat com el pioner de l'ecumenisme.
Paul Couturier va ser testimoni i precursor de l'ecumenisme espiritual i el 1935 creà l'anomenada 'Setmana de Pregària per la Unitat dels Cristians', celebrada actualment durant el mes de gener per totes les esglésies cristianes.
Sacerdot de la diòcesi de Lió, Paul Couturier va ser ordenat sacerdot el 1906. Exercí com a professor de ciències en un col·legi catòlic. Després de la guerra de 1914-1918, on fou mobilitzat com a infermer, seguint la influència espiritual del pare Valensin, va participar en un apostolat prop dels immigrants russos, apropant-se al món ortodox. Després d'una retirada al priorat d'Amay-sur-Meuse, a Bèlgica, s'endinsà en la reflexió i l'acció ecumènica. El seu testimoni profètic tindrà lloc en un context difícil. L'oposició romana al diàleg es va expressar sense ambigüitats a l'encíclica Mortalium Animos de Pius XI en 1928. Al costat d'altres companys va preparar i anticipar el Concili Vaticà II. El 1941, va acompanyar el jove Roger Schutz a la Comunitat de Taizé i va fundar el 'Groupe des Dombes'.